# Nuoto artistico ai campionati mondiali di nuoto 2025 - Singolo maschile (programma tecnico)
Il concorso del singolo maschile (programma tecnico) ai campionati mondiali di nuoto 2025 si è svolto il 19 luglio 2025 presso la World Aquatics Championships Arena di Singapore.

## Programma
La finale è iniziata il 19 luglio alle ore 14:00.

## Risultati
| Pos.    | Atleta                       | Nazione                       | D       | E        | A        | Pen. | Punteggio |
| ------- | ---------------------------- | ----------------------------- | ------- | -------- | -------- | ---- | --------- |
| Oro     | Aleksandr Evgen'evič Mal'cev | Atleti Neutrali Autorizzati B | 32.0500 | 145.1133 | 106.6000 |      | 251.7133  |
| Argento | Dennis Gonzalez Boneu        | Spagna                        | 27.7000 | 133.3167 | 107.8500 |      | 241.1667  |
| Bronzo  | Diego Villalobos Carrillo    | Messico                       | 29.7500 | 138.4600 | 99.7000  |      | 238.1600  |
| 4       | Muye Guo                     | Cina                          | 32.6500 | 141.7225 | 93.3500  |      | 235.0725  |
| 5       | Ranjuo Tomblin               | Regno Unito                   | 31.0000 | 137.1316 | 91.3000  |      | 228.4316  |
| 6       | Filippo Pelati               | Italia                        | 29.8500 | 134.5300 | 93.5500  |      | 228.0800  |
| 7       | Gustavo Sánchez              | Colombia                      | 29.1500 | 129.5408 | 95.6500  |      | 225.1908  |
| 8       | Nicolas Campos               | Cile                          | 29.2000 | 130.3667 | 90.2500  |      | 220.6167  |
| 9       | Eduard Kim                   | Kazakistan                    | 26.6000 | 124.8084 | 100.9000 | −8.0 | 217.7084  |
| 10      | Marios Kritsas               | Grecia                        | 24.5500 | 111.6758 | 83.5500  |      | 195.2258  |
| 11      | David Martinez               | Svezia                        | 26.0000 | 110.3533 | 84.6500  |      | 195.0033  |
| 12      | Kantinan Adisaisiributr      | Thailandia                    | 23.6000 | 111.2416 | 81.2000  |      | 192.4416  |
| 13      | Bernardo Barreto             | Brasile                       | 26.2000 | 109.2083 | 77.2000  |      | 186.4083  |